# Alstroemeria chapadensis
Alstroemeria chapadensis là một loài thực vật có hoa trong họ Alstroemeriaceae. Loài này được Hoehne miêu tả khoa học đầu tiên năm 1915.